# 유경민
유경민(庾炅旻, 1981년 9월 13일 ~ )은 대한민국의 바둑 기사이다.

## 약력
김원 문하에서 바둑을 배웠고, 제9회 세계 청소년바둑선수권대회 시니어부에서 준우승을 했다. 1999년 8월 연구생 입단대회에서 연구생 내신성적 1위로 자동으로 프로에 입단했다. 2000년 제4기 신예프로10걸전에서 10위를 차지했고, 2002년 3단으로 승단했다. 2004년 제4기 오스람코리아배 본선과 한국바둑리그 본선에 진출했고 4단으로 승단한 이후 2005년 5월에 5단으로 승단했다. 2005년 2005바둑마스터즈 전신 16강에 올랐다. 대만 활동 이후 오스트레일리아로 건너가 2010년부터 2011년까지 한국바둑 세계화사업에 참여했다. 2019년 5단으로 승단한 지 14년만에 6단으로 승단했다.